# David Christiani
David Christiani (ur. 25 grudnia 1610 w Greifenberg/Pommern, zm. 13 lutego 1688 w Gießen) – niemiecki matematyk, filozof i teolog luterański.

## Życiorys
Uczęszczał do gimnazjum w Kołobrzegu oraz podejmował naukę w Instytucie Pedagogiki w Szczecinie. Studiował na uniwersytetach: w Greifswaldzie, od 1631 we Frankfurcie nad Odrą, od 1632 w Rostoku i ponownie w Greifswaldzie, gdzie uzyskał tytuł doktora filozofii. Po roku objął funkcję generalnego superintendenta wojsk szwedzkich (wojna trzydziestoletnia), którą porzucił na rzecz dalszego kształcenia. Od 1638 studiował na uniwersytetach: w Bazylei, a następnie w Marburgu. W tym ostatnim uczył się języków: aramejskiego i syryjskiego pod kierunkiem Menno Hannekena. W latach 1640–1642 David Christiani podróżował po Europie. Zwiedził m.in. Holandię i Anglię, po czym powrócił do Niemiec.
Uczony był wykładowcą na uniwersytetach w: Rostoku, Marburgu, Strasburgu oraz Gießen. Nauczał m.in. matematyki, języka hebrajskiego, wymowy, poezji i teologii. Autor wielu naukowych rozpraw teologicznych, wśród których m.in. odnajdujemy:
- De identitate fundamenti justificationis omnibus fidelibus communi, diatriba theologica de pace et concordia ecclesiastica inter Lutheranos et Reformatos sancienda,
- Disputationes antijesuiticae,
- Antimotiva catholica,
- De paradiso[1][2].

Do najważniejszych jego opracowań jednak należy Systema geographiae generalis duobus libris absolutum z 1645 r., która stała się podstawowym podręcznikiem do nauki geografii w księstwach niemieckich.

### Źródła online
- Karta tytułowa Systema geographiae generalis duobus libris absolutum (niem.), [w:] Mittler E., Schüler M., Möller T., Liebetruth M., Welbild – Kartenbild. Geographie und Kartographie in der Frühen Neuzeit, Niedersächsische Staats- und Uniwersitätsbibliothek, Göttingen 2002, [dostęp 2011-07-20].

### Publikacje
- Häckermann A., Christiani David, [w:] Allgemeine Deutsche Biographie (ADB), Bd 4. Duncker & Humblot, Leipzig 1876.

### Publikacje online
- Hkm, Christiani, David w: Allgemeine Deutsche Biographie (wersja elektroniczna) (niem.), [dostęp 2011-04-25].
- Ludwig-Maximilians-Universität-München, Die Anfänge der Wissenschaft und erste Publikationen (niem.), [w:] Hilfswissenschaften: Netzwerke (München: SoSe 04), [dostęp 2011-07-19].
- Ludwig-Maximilians-Universität-München, Die Historische Geographie an der Universität Marburg (niem.), [w:] Hilfswissenschaften: Netzwerke (München: SoSe 04), [dostęp 2011-07-19].